# Torvosaurus
Genre
Espèces de rang inférieur
- † Torvosaurus tanneri Galton & Jensen, 1979
- † Torvosaurus gurneyi Hendrickx & Mateus, 2014

Synonymes
- † Edmarka Bakker et al., 1992

Torvosaurus est un genre éteint de dinosaures théropodes carnivores appartenant au clade des Megalosauridae et ayant vécu au Kimméridgien-Tithonien (fin du Jurassique supérieur, il y a environ 150 millions d'années) dans ce qui est actuellement l'Amérique du Nord et le Portugal.
On en connaît deux espèces :
Torvosaurus tanneri et Torvosaurus gurneyi. Torvosaurus tanneri est connu par un squelette partiel aux États-Unis et Torvosaurus gurneyi par quelques éléments osseux, dont un large maxillaire, au Portugal.
Les deux espèces ont une taille généralement estimée à 10 mètres de long pour une masse de 3,6 à 4,5 tonnes,,. Cependant Thomas Holtz, en 2011, estime sa longueur totale à 12 mètres. Son crâne atteint une longueur de 115 centimètres.
C'est l'un des plus grands prédateurs ayant existé sur la terre ferme à la fin du Jurassique. Ce théropode, qui rivalise en taille avec Allosaurus, du Jurassique supérieur, devait se trouver à l'apex de la chaîne alimentaire au Jurassique supérieur ; il se nourrissait probablement de grosses proies comme des sauropodes et des stégosaures, abondants à cette époque.

## Étymologie
Torvosaurus fut nommé par Peter M. Galton et James A. Jensen en 1979 et dérive de la racine latine torvus voulant dire « sauvage », « cruel » et de la racine grecque sauros signifiant  « reptile » ou « lézard ».
L'espèce tanneri fut dédiée à N. Eldon Tanner, premier conseiller de la première présidence de l'Église de Jésus-Christ des saints des derniers jours (en anglais « The Church of Jesus Christ of Latter-day Saints ») et l'espèce gurneyi le fut à James Gurney, créateur de l'univers utopique Dinotopia.

## Découverte

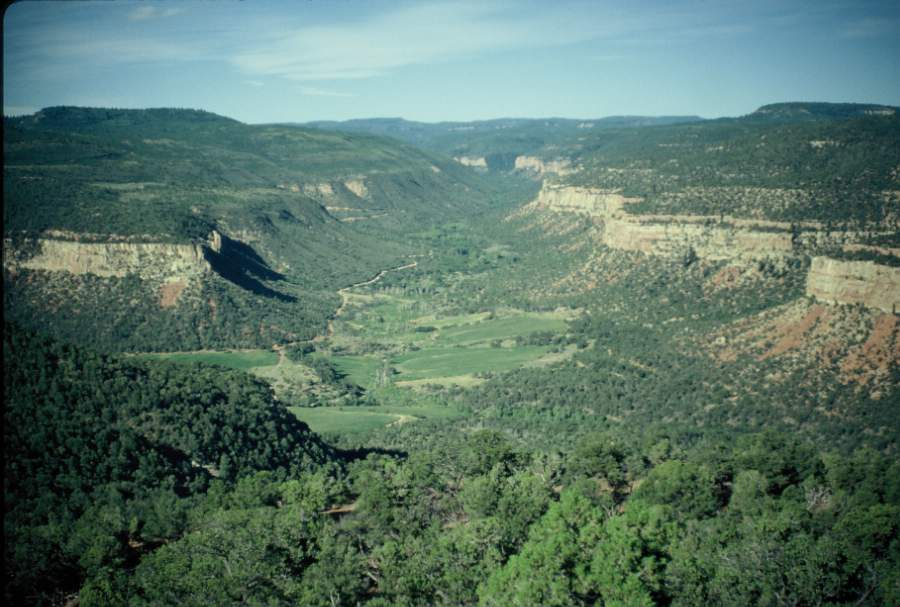
Vue sur la « Dry Mesa Dinosaur Quarry » où furent découverts les tout premiers ossements de Torvosaurus.

Les premiers éléments de Torvosaurus furent sortis de terre dès 1972 par James A. Jensen et Kenneth Stadtman dans une carrière de Dry Mesa, une petite ville du Comté de Montrose située dans la partie occidentale du Colorado. Les ossements furent découverts dans un grès lenticulaire fin à grossier dans la partie supérieure de la très célèbre Formation de Morrison qui avait déjà fourni un certain nombre de dinosaures renommés tels qu'Allosaurus, Diplodocus et Stegosaurus. Les restes désarticulés de dinosaures comprenaient alors des individus de toutes tailles allant de larges sauropodes à de petits ornithopodes qui semblaient appartenir à de nouvelles espèces. Parmi le matériel osseux collecté se trouvaient des restes d'un grand théropode qui ne s'apparentait pas à d'autres théropodes préalablement connus comme Allosaurus, Ceratosaurus, Stokesosaurus et Marshosaurus, démontrant ainsi l'existence d'un nouveau taxon de théropodes au sein de l'écosystème de la Formation de Morrison. Les premiers éléments incluaient un certain nombre d'ossements crâniens et post-crâniens dont des os des membres antérieurs et postérieurs, des vertèbres, un bassin et une mâchoire inférieure. Néanmoins, seuls les membres antérieurs (humérus, radius, ulna, etc.) et un bassin complet (ischion, ilion, pubis) furent décrits par Peter Galton & James Jensen en 1979 pour désigner la nouvelle espèce Torvosaurus tanneri. Le matériel crânien, qui comprenait un  prémaxillaire, un maxillaire, un dentaire, des dents isolées et un lacrymal, ainsi que les vertèbres cervicales et dorsales, fut décrit quelques années plus tard par Jensen qui nommait également le nouveau clade des Torvosauridae. En 1991, l'ostéologie complète de ce nouveau théropode fut donnée par Brooks B. Britt qui rapporta la présence de nouveaux ossements crâniens et post-crâniens dont un postorbital, un jugal et un os carré.

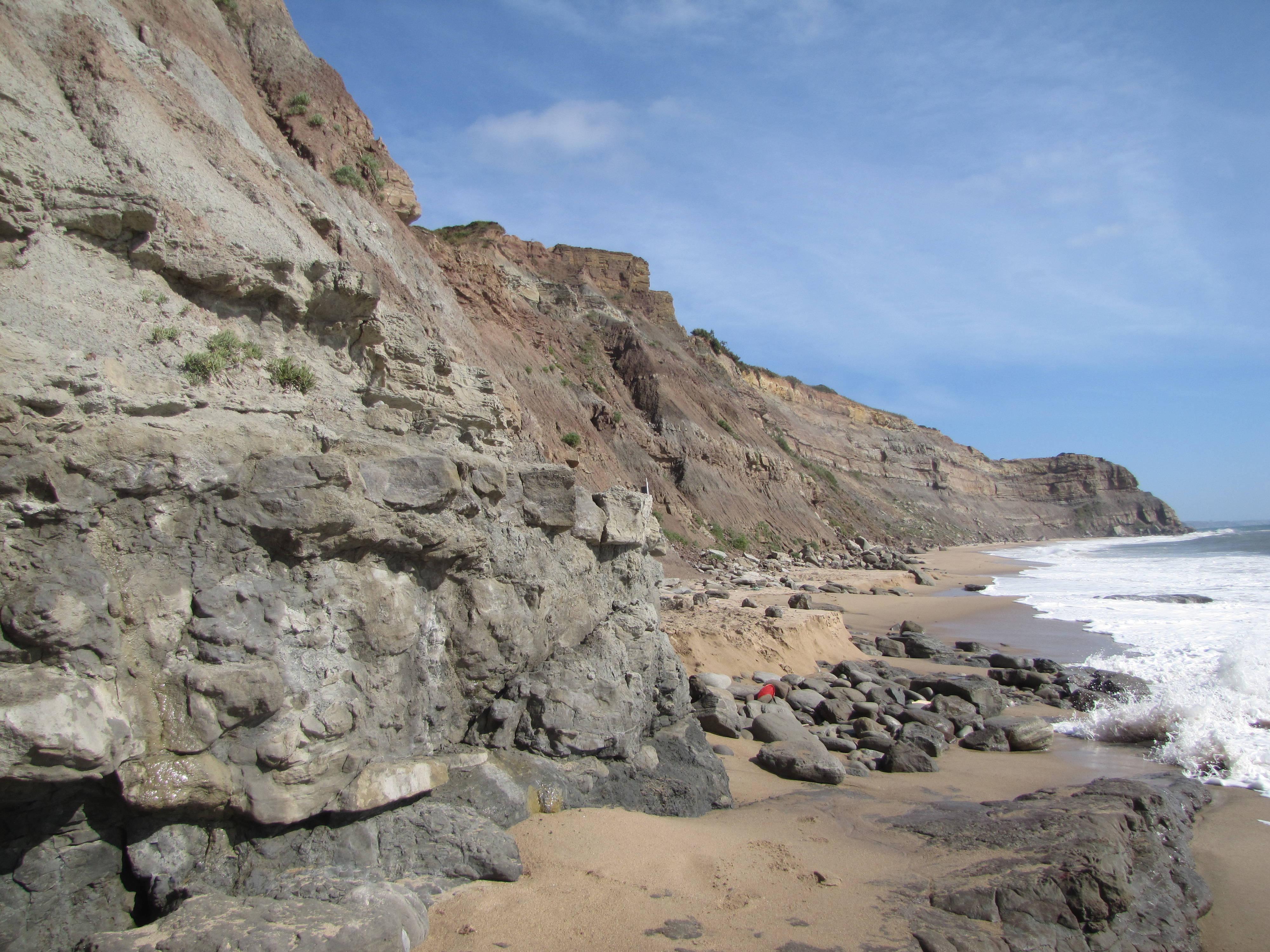
Vue sur la formation de Lourinhã au Portugal qui a fourni les premiers ossements européens de Torvosaurus.

Dès le début du XXIe siècle, de nouveaux éléments osseux rapprochés au genre Torvosaurus furent découverts en Europe, et plus précisément dans la formation de Lourinhã du Portugal qui est contemporaine à la formation de Morrison et qui englobe des faunes très similaires à celles d'Amérique du Nord. Le premier élément à avoir été rapporté dans la littérature fut un large tibia excessivement massif décrit par Octávio Mateus et Miguel Telles Antunes en 2000. Plus tardivement, un os maxillaire relativement complet et de très grande taille découvert par Aart Walen très précisément le 27 juillet 2003 sur la plage de Vermelha, non loin de Lourinhã, fut également rapporté en 2006 et témoigna de la taille particulièrement grande que pouvait atteindre ce dinosaure théropode.

## Description

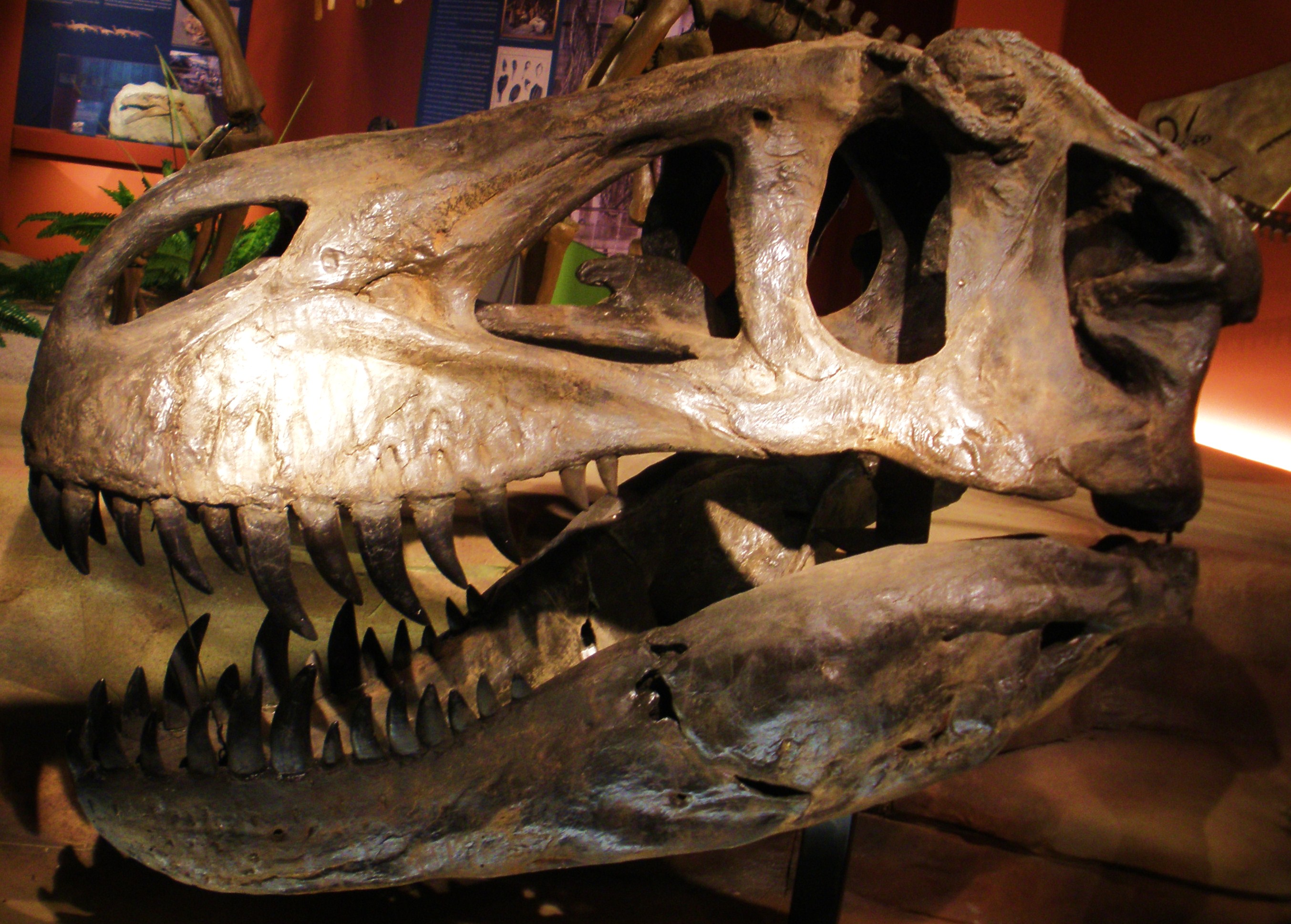
Moulage du crâne de Torvosaurus tanneri en vue latérale.

Torvosaurus tanneri était un grand théropode particulièrement robuste ; sa grande tête était munie d'une rangée de longues dents en forme de lames, dont certaines dépassaient les 10 centimètres.

## Classification
Les dernières études phylogénétiques portant sur les Tetanurae basaux placent Torvosaurus au sein du clade des Megalosauroidea, et plus spécifiquement celui des Megalosauridae au même titre que Dubreuillosaurus, Duriavenator, Afrovenator et Megalosaurus,. Ce dernier genre, provenant du Jurassique moyen d'Europe, semble être le plus proche de Torvosaurus qui dès lors forme avec lui le clade des Megalosaurinae.
Cladogramme des Megalosauridae fondé sur l'étude cladistique de Roger Benson en 2009 :
|  | Torvosaurus tanneri     |
|  |                         |
|  | Megalosaurus bucklandii |
|  |                         |

|  | Dubreuillosaurus valesdunensis. |
|  |                                 |
|  | Afrovenator abakensis           |
|  |                                 |

|  | Torvosaurus tanneri     |
|  |                         |
|  | Megalosaurus bucklandii |
|  |                         |

|  | Dubreuillosaurus valesdunensis. |
|  |                                 |
|  | Afrovenator abakensis           |
|  |                                 |

|  | Torvosaurus tanneri     |
|  |                         |
|  | Megalosaurus bucklandii |
|  |                         |

|  | Dubreuillosaurus valesdunensis. |
|  |                                 |
|  | Afrovenator abakensis           |
|  |                                 |

|  | Torvosaurus tanneri     |
|  |                         |
|  | Megalosaurus bucklandii |
|  |                         |

|  | Dubreuillosaurus valesdunensis. |
|  |                                 |
|  | Afrovenator abakensis           |
|  |                                 |

|  | Torvosaurus tanneri     |
|  |                         |
|  | Megalosaurus bucklandii |
|  |                         |

|  | Dubreuillosaurus valesdunensis. |
|  |                                 |
|  | Afrovenator abakensis           |
|  |                                 |

|  | Torvosaurus tanneri     |
|  |                         |
|  | Megalosaurus bucklandii |
|  |                         |

|  | Dubreuillosaurus valesdunensis. |
|  |                                 |
|  | Afrovenator abakensis           |
|  |                                 |

|  | Torvosaurus tanneri     |
|  |                         |
|  | Megalosaurus bucklandii |
|  |                         |

|  | Dubreuillosaurus valesdunensis. |
|  |                                 |
|  | Afrovenator abakensis           |
|  |                                 |

|  | Torvosaurus tanneri     |
|  |                         |
|  | Megalosaurus bucklandii |
|  |                         |

|  | Dubreuillosaurus valesdunensis. |
|  |                                 |
|  | Afrovenator abakensis           |
|  |                                 |

### Articles liés
- Megalosauridae
- Megalosaurus
- Afrovenator
- Dubreuillosaurus
- Eustreptospondylus